# Почепское сельское поселение
Почепское сельское поселение — муниципальное образование в Лискинском районе Воронежской области.
Административный центр — село Почепское.

## Население
| 2010  | 2012  | 2013  | 2014  | 2015  | 2016  | 2017  |
| ----- | ----- | ----- | ----- | ----- | ----- | ----- |
| 2376  | ↘2312 | ↘2270 | ↘2238 | ↘2229 | ↘2203 | ↘2177 |
| 2018  |       |       |       |       |       |       |
| ↘2146 |       |       |       |       |       |       |

## Населённые пункты
В состав поселения входят 4 населённых пункта:
1. село Почепское
2. село Дмитриевка
3. село Ермоловка
4. хутор Луговой